# Halocarpus
Halocarpus is een botanische naam in de rang van geslacht. Indien een dergelijk geslacht erkend wordt, hoort het thuis in de familie Podocarpaceae. In de checklist van Aljos Farjon (1998) omvat het geslacht drie soorten van bomen en struiken, die van nature voorkomen in Nieuw-Zeeland.

## Soorten
- Halocarpus bidwillii (Hook.f. ex Kirk) Quinn
- Halocarpus biformis (Hook.) Quinn
- Halocarpus kirkii (F.Muell. ex Parl.) Quinn

Acmopyle · 
Afrocarpus · 
Dacrycarpus · 
Dacrydium · 
Falcatifolium · 
Halocarpus · 
Lagarostrobos · 
Lepidothamnus · 
Manoao · 
Microcachrys · 
Microstrobos · 
Nageia · 
Parasitaxus · 
Podocarpus · 
Prumnopitys · 
Retrophyllum · 
Saxegothaea · 
Sundacarpus